# NAC Breda
NAC Breda (Abkürzung für: NOAD ADVENDO Combinatie) ist der Name des Fußballvereines der Stadt Breda in den Niederlanden.

## Namensherkunft
Die Akronyme stehen für die Leitsätze der Vorgängerclubs NOAD = Nooit Opgeven Altijd Doorzetten (dt.: Niemals aufgeben, immer weitermachen) und ADVENDO = Aangenaam Door Vermaak En Nuttig Door Ontspanning (dt.: Angenehm durch Unterhaltung und nützlich durch Entspannung).

## Geschichte
Der Verein wurde am 19. September 1912 gegründet. Die Klubfarben sind Schwarz-Gelb.
1921 gewann NAC den niederländischen Meistertitel, und 1973 konnte der Pokalsieg gefeiert werden. Dadurch qualifizierte sich NAC für den Europapokal der Pokalsieger, schied aber bereits in der 1. Runde gegen den späteren Pokalgewinner 1. FC Magdeburg aus. Im Jahre 2003 wurde NAC Vierter in der Meisterschaft (Eredivisie) und qualifizierte sich für den UEFA-Pokal. 2004 konnte der Klub die PSV Eindhoven und Ajax Amsterdam im niederländischen Pokalwettbewerb eliminieren und bis ins Halbfinale vorstoßen. 2007/08 war eine der erfolgreichsten Saisons für den Club. Er erreichte am Saisonende den 3. Platz der Tabelle.

## Stadion
NAC Breda trägt seine Heimspiele im Rat-Verlegh-Stadion aus. Das Stadion steht westlich der Bredaer Innenstadt, an der Eisenbahnlinie nach Rotterdam und Antwerpen, und fasst 19.000 Zuschauer. Im Stadion befindet sich auch der Fanshop, Kartenvorverkauf und ein kleines Vereinsmuseum.

## Europapokalbilanz
| Saison  | Wettbewerb                  | Runde                  | Gegner              | Gesamt    | Hin     | Rück    |
| ------- | --------------------------- | ---------------------- | ------------------- | --------- | ------- | ------- |
| 1967/68 | Europapokal der Pokalsieger | 1. Runde               | FC Floriana         | 3:1       | 2:1 (A) | 1:0 (H) |
| 1967/68 | Europapokal der Pokalsieger | 2. Runde               | Cardiff City        | 2:5       | 1:1 (H) | 1:4 (A) |
| 1973/74 | Europapokal der Pokalsieger | 1. Runde               | 1. FC Magdeburg     | 0:2       | 0:0 (H) | 0:2 (A) |
| 2002    | UEFA Intertoto Cup          | 3. Runde               | ES Troyes AC        | (a)1:1(a) | 1:1 (H) | 0:0 (A) |
| 2003/04 | UEFA-Pokal                  | 1. Runde               | Newcastle United    | 0:6       | 0:5 (A) | 0:1 (H) |
| 2008    | UEFA Intertoto Cup          | 3. Runde               | Rosenborg Trondheim | 1:2       | 1:0 (H) | 0:2 (A) |
| 2009/10 | UEFA Europa League          | 2. Qualifikationsrunde | Gandsassar Kapan    | 8:0       | 6:0 (H) | 2:0 (A) |
| 2009/10 | UEFA Europa League          | 3. Qualifikationsrunde | Polonia Warschau    | 4:1       | 1:0 (A) | 3:1 (H) |
| 2009/10 | UEFA Europa League          | Play-offs              | FC Villarreal       | 2:9       | 1:3 (H) | 1:6 (A) |

Gesamtbilanz: 18 Spiele, 7 Siege, 4 Unentschieden, 7 Niederlagen, 21:27 Tore (Tordifferenz −6)

## Aktueller Kader 2025/26
Stand: 12. August 2025
| Nr.        | Nat.         | Name                  | Geburtstag | im Verein seit | Vertrag bis |     |
| Tor        | Tor          | Tor                   | Tor        | Tor            | Tor         | Tor |
| ---------- | ------------ | --------------------- | ---------- | -------------- | ----------- | --- |
| 01         | Niederlande  | Roy Kortsmit          | 26.08.1992 | 2020           | 2027        |     |
| 31         | Griechenland | Kostas Lamprou        | 18.09.1991 | 2025           | 2025        |     |
| 99         | Polen        | Daniel Bielica        | 30.04.1999 | 2024           | 2026        |     |
| Abwehr     |              |                       |            |                |             |     |
| 02         | Niederlande  | Boyd Lucassen         | 01.07.1998 | 2022           | 2027        |     |
| 04         | Niederlande  | Boy Kemper            | 21.06.1999 | 2023           | 2026        |     |
| 05         | Niederlande  | Terence Kongolo       | 14.02.1994 | 2024           | 2026        |     |
| 12         | Osterreich   | Leo Greiml            | 03.07.2001 | 2024           | 2027        |     |
| 15         | Luxemburg    | Enes Mahmutovic       | 22.05.1997 | 2024           | 2026        |     |
| 18         | Niederlande  | Daan van Reeuwijk     | 09.05.2007 | 2024           | 2026        |     |
| 22         | Niederlande  | Rio Hillen            | 05.03.2003 | 2025           | 2029        |     |
| 25         | Curaçao      | Cherrion Valerius     | 22.09.2005 | 2024           | 2027        |     |
| Mittelfeld |              |                       |            |                |             |     |
| 06         | Niederlande  | Casper Staring        | 01.02.2001 | 2023           | 2026        |     |
| 08         | Niederlande  | Clint Leemans         | 15.09.1995 | 2023           | 2026        |     |
| 10         | Marokko      | Mohamed Nassoh        | 26.01.2003 | 2025           | 2029        |     |
| 11         | Deutschland  | Raul Paula            | 25.01.2004 | 2024           | 2026        |     |
| 16         | Australien   | Max Balard            | 20.11.2000 | 2024           | 2027        |     |
| 20         | Norwegen     | Fredrik Oldrup Jensen | 18.05.1993 | 2024           | 2026        |     |
| 28         | Niederlande  | Lars Mol              | 15.09.2004 | 2023           | 2026        |     |
| 90         | Deutschland  | Lewis Holtby          | 18.09.1990 | 2025           | 2027        |     |
| Sturm      |              |                       |            |                |             |     |
| 07         | Kanada       | Charles-Andreas Brym  | 08.08.1998 | 2025           | 2028        |     |
| 09         | Frankreich   | Moussa Soumano        | 09.07.2005 | 2025           | 2029        |     |
| 14         | Ghana        | Kamal Sowah           | 09.01.2000 | 2025           | 2027        |     |
| 17         | Niederlande  | Sydney van Hooijdonk  | 06.02.2002 | 2025           | 2026        |     |
| 23         | Niederlande  | Dion Versluis         | 17.02.2003 | 2025           |             |     |
| 32         | Finnland     | Juho Talvitie         | 25.03.2005 | 2025           | 2026        |     |
| 55         | Marokko      | Brahim Ghalidi        | 31.01.2005 | 2025           | 2028        |     |

## Ehemalige Spieler (Auswahl)
- Graham Arnold (1995–1997; 35 Tore in 63 Ligaspielen für NAC Breda)
- Artschil Arweladse (1997–2000; Ehemaliger Spieler des 1. FC Köln)
- Maarten Atmodikoro (1995–1999; 115 Ligaspielen für NAC Breda)
- Joop ter Beek (1923–1924; Ehemaliger niederländischer Nationalspieler)
- Dick van Burik (1996–1997; Ehemaliger Spieler von Hertha BSC)
- Cristiano (1998–2002; 18 Tore in 70 Ligaspielen für NAC Breda)
- Johnny Dusbaba (1982–1984; Ehemaliger niederländischer Nationalspieler)
- Johan Elmander (2003–2004; Ehemaliger schwedischer Nationalspieler)
- Pierre van Hooijdonk (1991–1995; Ehemaliger niederländischer Nationalspieler, 81 Tore in 115 Ligaspielen für NAC Breda)
- Bob Latchford (1984; Ehemaliger englischer Nationalspieler)
- Nico Rijnders (1963–1968; Ehemaliger niederländischer Nationalspieler)
- Kees Rijvers (1944–1950, 1962–1963; Ehemaliger niederländischer Nationalspieler und späterer Bondscoach)
- Bryan Roy (2000–2001; Ehemaliger Spieler von Hertha BSC und der niederländischen Nationalmannschaft)
- Evander Sno (2005–2006; Ehemaliger niederländischer U-Nationalspieler)
- Johan Vonlanthen (2005–2006; Ehemaliger Schweizer Nationalspieler)
- Kees van Wonderen (1995–1996; Ehemaliger niederländischer Nationalspieler)
- Jelle ten Rouwelaar (2007–2016; 304 Pflichtspiele für NAC und davon 280 ununterbrochen am Stück)

## Trainer
Seit 1926 wurde NAC Breda in mehr als 50 Trainerperioden betreut (mit Interimstrainer). Dabei trainierten Cor Kools, Bob Maaskant, Ronald Spelbos, John Karelse, Robert Maaskant und Peter Hyballa die Mannschaft in zwei, Jo Jansen und Ton Lokhoff sogar in drei unterschiedlichen Zeiträumen. Antoon Verlegh, der zwischen 1934 und 1945 diese Position innehatte, war mit elf Jahren die längste Zeit Trainer in Breda.
| - Ben Affleck (06/1926–10/1926) - James Moore (02/1927–04/1928) - Lou van der Linden (07/1934–06/1941) - Cor Kools (07/1934–06/1944) - Antoon Verlegh (07/1934–06/1945) - Jan Blom (07/1942–06/1947) - Cor Kools (07/1945–06/1947) - Joseph Veréb (07/1947–06/1949) - Jan Blom (07/1949–06/1961) - Simon Plooijer (07/1961–07/1966) - Bob Janse (07/1966–06/1968) - Leo Canjels (07/1968–06/1971) - Ben Peeters (07/1971–03/1973) - Henk Wullems (03/1973–11/1974) - Jo Jansen (11/1974–06/1975) - Bob Maaskant (07/1975–06/1977) - Hans Dorjee (07/1977–01/1979) - Jo Jansen (01/1979–06/1983) | - Henk de Jonge (07/1983–03/1984) - Bob Maaskant (03/1984–06/1986) - Leen Looijen (07/1986–06/1987) - Hans Verèl (01/1987–03/1990) - Ton Carton (03/1990–04/1990) - Cor Pot (04/1990–10/1991) - Jo Jansen (10/1991–06/1992) - Piet de Visser (07/1992–12/1992) - Ronald Spelbos (01/1993–06/1995) - Wim Rijsbergen (07/1995–06/1997) - Herbert Neumann (07/1997–10/1998) - Ronald Spelbos (10/1998–03/1999) - Kees Zwamborn (03/1999–06/2000) - Henk ten Cate (07/2000–06/2003) - Ton Lokhoff (07/2003–12/2005) - Cees Lok (01/2006–04/2006) - John Karelse (interim) (04/2006–06/2006) - Ernie Brandts (07/2006–06/2008) | - Robert Maaskant (07/2008–08/2010) - Gert Aandewiel (08/2010–06/2011) - John Karelse (08/2010–10/2012) - Adrie Bogers (interim) (10/2012–11/2012) - Nebojša Gudelj (11/2012–10/2014) - Eric Hellemons (interim) (10/2014–01/2015) - Robert Maaskant (01/2015–10/2015) - Marinus Dijkhuizen (10/2015–12/2016) - Stijn Vreven (01/2017–06/2018) - Mitchell van der Gaag (07/2018–03/2019) - Ruud Brood (03/2019–12/2019) - Willem Weijs (12/2019–02/2020) - Peter Hyballa (02/2020–07/2020) - Ton Lokhoff (interim) (12/2022–01/2023) - Peter Hyballa (01/2023–09/2023) - Ton Lokhoff (interim) (09/2023) - Jean-Paul van Gastel (09/2023–06/2024) - Carl Hoefkens (seit 07/2024) |

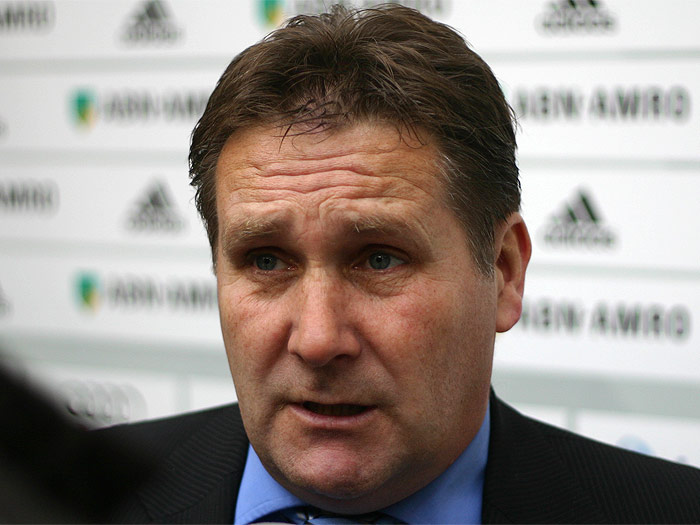
Ton Lokhoff (2003–2005, 2022–2023)
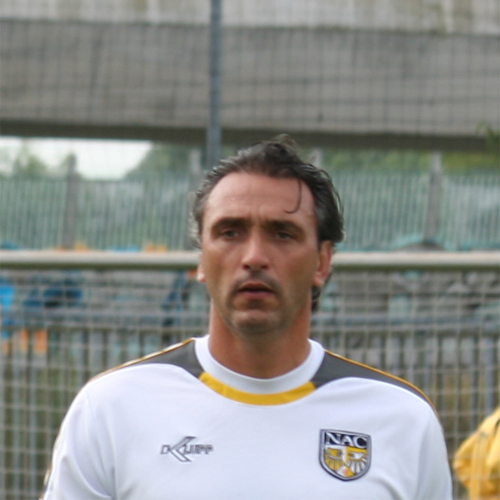
Robert Maaskant (2008–2010, 2015)